# José Miguel Valdés Basaguren
José Miguel Váldes Basaguren  es un pelotari mexicano. Durante el Campeonato del Mundo de Pelota Vasca de 2010 ganó la medalla de plata en la especialidad en mano de parejas junto a su hermano Juan Pablo Valdés Basaguren. También es hermano de Francisco Valdés Basaguren. 